# Castagnola-Cassarate-Ruvigliana
Castagnola-Cassarate-Ruvigliana (fino al 1972 Castagnola) è un quartiere di 6 202 abitanti del comune svizzero di Lugano, nel Canton Ticino (distretto di Lugano).

## Geografia fisica
Cassarate si trova sulla sponda opposta del Cassarate rispetto al centro di Lugano, mentre Castagnola è situato sul versante meridionale del Monte Brè. Ruvigliana si trova invece al di sopra di Castagnola ed è l'unica delle tre località a non avere un accesso diretto al lago.
Il quartiere di Castagnola-Cassarate-Ruvigliana confina a sud col lago Ceresio, a ovest col fiume Cassarate, a est con Gandria e a nord con Viganello e Brè-Aldesago. Sono compresi nel quartiere anche i territori di Caprino e Cavallino, situati sull'altra sponda del lago, e l'Alpe di Trevino, sotto la cima del Sighignola.

## Storia
Castagnola e Cassarate vengono citati già nel 1335 coi nomi di Castigniola e Casorago.
Il territorio di Castagnola-Cassarate-Ruvigliana è stato accorpato a Lugano nel 1972 assieme all'altro comune soppresso di Brè-Aldesago.
Nel XX secolo, grazie allo sviluppo edilizio e dell'industria alberghiera, è diventato il sobborgo residenziale e turistico più ambito di Lugano, raggiunto dalla funicolare (1908) e dalla filovia (1955).

## Monumenti e luoghi d'interesse

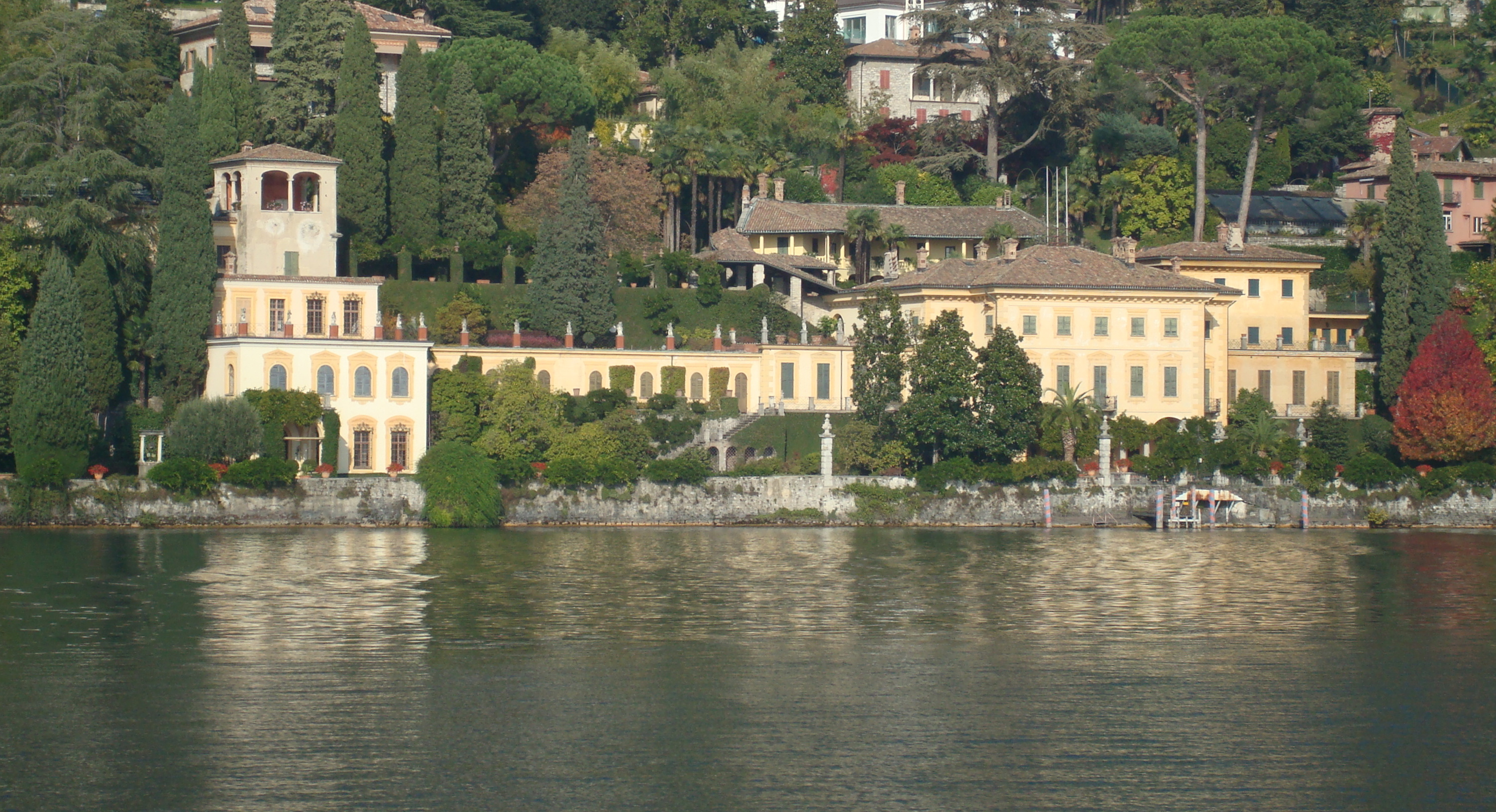
Villa Favorita

- Chiesa parrocchiale di san Giorgio, attestata dal 1335[1];
- Oratorio di San Pietro delle Erbette in località Cassarate, eretto nel XVI secolo[1];
- Villa Heleneum;
- Villa Favorita[1].

## Società

### Evoluzione demografica
L'evoluzione demografica è riportata nella seguente tabella:
Abitanti censiti

## Amministrazione
Ogni famiglia originaria del luogo fa parte del cosiddetto comune patriziale e ha la responsabilità della manutenzione di ogni bene ricadente all'interno dei confini del quartiere.